# Lourdes Hernández
Lourdes Hernández (Villa Carlos Paz, Córdoba, Argentina, 30 de octubre de 2007) es una futbolista argentina. Juega como mediocampista o delantera en Talleres de la Primera División A.
En su primera temporada tras el debut en el club, logró el ascenso a Primera División tras marcar 8 goles y afianzarse como titular en la segunda mitad del año.

## Trayectoria
Lourdes Hernández jugó durante diez años al tenis en su Carlos Paz natal. Comenzó a jugar al fútbol tras una prueba en Talleres en el verano de 2022, club al que arribó con su hermana Lola Hernández. Dio sus primeros pasos como delantera centro en la categoría Sub-17 y luego comenzó a jugar como centrocampista. En 2023, consiguió el título de esa categoría de la Liga Cordobesa de Fútbol, marcando los dos goles con los que Talleres venció en la final a Lasallano por 2 a 1.
Debutó en 2024 en el primer equipo de las Matadoras y rápidamente se ganó la titularidad. Marcó sus dos primeros goles en el triunfo por 5 a 1 ante San Miguel. Terminó ese año con ocho anotaciones totales, temporada en la que Talleres fue campeón y ascendió a Primera División. Recibió el Premio Estímulo que otorga La Voz del Interior a las figuras destacadas del deporte cordobés.

## Clubes
| Club     | País      | Año             |
| -------- | --------- | --------------- |
| Talleres | Argentina | 2024 - presente |